# پی. اچ. نیوبی
پی. اچ. نیوبی (انگلیسی: P. H. Newby; ۲۵ ژوئن ۱۹۱۸ – ۶ سپتامبر ۱۹۹۷) پدیدآور، اهل بریتانیا بود.
وی همچنین برندهٔ جوایزی همچون جایزه ادبی من بوکر شده‌است.